# Kraterokheirodon
Kraterokheirodon — вимерлий рід загадкових чотириногих, який, можливо, був амніотою, з пізнього тріасового періоду формації Чинл в Аризоні. Тип і єдиний вид — K. colberti. Попри те, що він відомий лише за двома великими зубами, їх форма настільки не схожа на будь-яку іншу тварину, що кратерохейродона неможливо остаточно віднести до жодної відомої групи чотириногих. Його відкриття також вказує на те, що наше розуміння різноманітності тетрапод пізнього тріасу все ще неповне, оскільки Kraterokheirodon представляє інакше невідому лінію великих чотириногих у західній частині Північної Америки.

## Опис
Зуби кратерохейродона широкі та відносно великі — 27.7 мм у поперечнику біля основи та приблизно 19 мм у висоту — з дугоподібним хребтом на коронці. Без пов'язаних щелеп навіть орієнтація зубів невідома, але гребінь інтерпретується як поперечний поперек зуба з боку в бік, а не спереду назад. Коронка зуба має шість горбків, внутрішній з яких найбільший (12.5 мм у діаметрі), а другий бугор — найменший (4.8 мм у поперечнику). Решта чотири горбки приблизно однакові за розміром. Один із двох зразків (AMNH 4947) має чіткий корінь і вказує на те, що зуби, ймовірно, мали текодонтну імплантацію, тобто коріння не були зрощені з кістками щелепи, а були вбудовані в гнізда. Емаль присутня лише на коронці зубів і має ознаки стертості, які вказують на те, що зуби оклюдовані під час їжі.
Хоча про зовнішній вигляд кратерохейродона можна визначити дуже мало, розмір його зубів вказує на те, що вони належали великій тварині.

## Класифікація
Попри те, що кратерохейродон відомий лише своїми зубами, його порівнювали із зубами інших груп хребетних тріасу, щоб спробувати визначити його зв'язок, оскільки зуби можуть бути діагностичними для походження хребетних. Однак унікальна структура його зубів не збігається з тими, які можна побачити в будь-яких інших відомих скам'янілостей. Наявність коренів текодонтів, зокрема, присутніх як в Archosauriformes, так і в синапсидів, підтверджує спорідненість амніот з Kraterokheirodon, і вони також не збігаються з будь-якими подібними зубами, відомими у риб, а також у земноводних.
Через відмінності, а також через можливість того, що наявні ознаки могли розвинутися конвергентно, а не мати спільних гомологічних структур, Ірміс і Паркер віднесли Kraterokheirodon до Amniota incertae sedis і припустили, що він належить до ще нерозпізнаної клади чотириногих.